# Juraj VI. Drašković
Juraj VI. Drašković (Dubovac kraj Karlovca, 31. kolovoza 1804. – Graz, 13. listopada 1889.), hrvatski grof, podmaršal i amaterski fotograf iz hrvatske velikaške obitelji Drašković. Zaslužan je za obnovu starog i tada oronulog dvorca Trakošćan, kojeg je renovirao i vratio mu stari sjaj.

## Životopis
Rodio se u obitelji grofa Josipa III. Draškovića († 1818.) i Antonije Brudern te brat Franje III. i Karla I. Vojničku karijeru je započeo 1825. godine, a istaknuo se revolucionarne 1848. godine pri zauzeću utvrda kraj Novog Sada. Bio je carsko-kraljevski komornik i tajni savjetnik, a umirovljen je 1851. ogidne u činu podmaršala, nakon čega se nastanio u Grazu.
Bio je zastupnik u Hrvatskom saboru u više navrata, a istaknuo se i kao jedan od osnivača JAZU-a, 1861. godine. Godine 1853. započeo je obnovu oronulog dvorca Trakošćan, kojeg je opremio starinskim pokućstvom, slikama, knjižnicom i oružjem, a 1861. godine je sagradio paromlin s kapacitetom od 100 vagona žita dnevno.
Zanimao se za fotografiju i sačuvana su dva albuma kalotipija i fotografija nalijepljenih na kartone te se Juraj VI. može smatrati jednim od prvih amaterskih fotografa u Hrvatskoj. Njegovi su motivi bili uglavnom portreti, skupni portreti, arhitektura s obiteljskih imanja i presnimavanje umjetničkih djela.